# Hottentotta saulcyi
Espèce
Synonymes
- Buthus saulcyi Simon, 1880

Hottentotta saulcyi est une espèce de scorpions de la famille des Buthidae.

## Distribution
Cette espèce se rencontre dans le Nord de l'Irak, dans l'Ouest de l'Iran et dans le Sud-Est de la Turquie,.

## Description
Le tronc de l'holotype mesure 36 mm de long sur 13 mm et la queue 57 mm.
Les mâles mesurent de 60 à 105 mm et les femelles de 57 à 94 mm.

## Systématique et taxinomie
Cette espèce a été décrite sous le protonyme Buthus saulcyi par Simon en 1880. Elle est placée dans le genre Buthotus par Vachon en 1949 puis dans le genre Hottentotta par Francke en 1985.

## Étymologie
Cette espèce est nommée en l'honneur de Félicien de Saulcy.

## Publication originale
- Simon, 1880 : « Études Arachnologiques 12e Mémoire. Part XVIII. Descriptions de genres et espèces de l'ordre des Scorpiones. » Annales de la Société Entomologique de France, sér. 5, vol. 10, p. 377–398 (texte intégral).